# Zaphrentidae
Zaphrentidae é uma família extinta de cnidários antozoários da subordem Cyathophyllina, ordem Stauriida, cujo registro fóssil ocorre do Ordoviciano ao Permiano.

## Géneros
Seguem os gêneros da família:
- Aemulophyllum
- Cyathocylindrium
- Heliophylloides
- Heliophyllum
- Keriophyllum
- Phymatophyllum
- Zaphrenthis